# Roba este episodio
Roba este episodio, llamado Steal This Episode en su versión original, es el noveno episodio de la vigesimoquinta temporada de la serie animada Los Simpson, y el 539 de la misma. Fue escrito por J. Stewart Burns y dirigido Matthew Faughnan, y se emitió en Estados Unidos el 5 de enero de 2014, por FOX. Las estrellas invitadas fueron los integrantes de Judas Priest como ellos mismos. En este episodio, Homer descubre los beneficios de descargar películas ilegalmente y decide compartirlo con sus vecinos. Sin embargo, esto provoca que tiempo después termine en problemas con la justicia por haber infringido la ley.

## Sinopsis
Homer va a ver la película de moda al cine, pero es expulsado por rebelarse contra las películas. Entonces, Bart le enseña a Homer cómo descargar películas ilegalmente. Homer decide abrir un cine en el patio trasero que muestra las películas ilegales que descarga en Internet. Marge se siente culpable por el delito de su esposo y envía un sobre con dinero y una carta confesando lo que Homer hace.
El departamento del FBI que se especializa en la lucha contra la piratería de películas decide ir tras él. Finalmente, logran atraparlo. En el autobús que llevaba a los reclusos a la Penitenciaria de Springfield, Homer les cuenta su crimen a los otros prisioneros. Estos enfurecen tanto con Homer que lo golpean y hacen que el bus caiga por una pequeña pendiente. Todos los presos escapan y Homer logra volver a su casa. Su familia lleva a Homer al Consulado de Suecia, ya que allí no les interesa las leyes sobre piratería en Internet. Pero allí también los encuentra el FBI. Marge se siente tan mal que termina revelando a Homer que ella lo había delatado. Entonces, Homer decide entregarse.
En el juicio, distintas personalidades del mundo cinematográfico se encuentran allí. Antes de ser sentenciado, Homer cuenta su versión de la historia. Los cineastas quedan tan emocionados con el relato de Homer que le piden filmar una película y retiran todos los cargos. Los vecinos deciden proyectar la película de Homer como él hacía y Homer se enoja porque estaban pirateando su película.
El episodio termina con Bart y Lisa viendo la película de su padre.